# 鳥羽磯部漁業協同組合
鳥羽磯部漁業協同組合（とばいそべぎょぎょうきょうどうくみあい）は、三重県鳥羽市鳥羽四丁目に本所を置く、漁業協同組合。鳥羽市と志摩市磯部町（旧志摩郡磯部町）で事業を行う。管内は豊度の高い漁場に恵まれ、生産地と加工地が近接する利点を生かした地域ブランド化を推進している。また漁業を生業として後世に残すため、支所単位で毎月の収支を計算することで健全な経営体制を構築している。

## 運営
鳥羽磯部漁業協同組合（JF鳥羽磯部）は、総会・総代会、本所、支所の3層構造になっている。2019年（平成31年）3月31日現在、組合員数は2,135人（うち正組合員が704人、准組合員が1,431人）、職員数は94人、理事数は17人（うち常勤は4人）、監事数は3人（全員非常勤）となっている。年間の水揚げ高は約50億円で、うち7割超が離島（答志島、神島、菅島、坂手島、渡鹿野島）の支所管内で水揚げしたものである。
鳥羽市鳥羽四丁目にある本所は、理事会（経営改善委員会を兼ねる）の下に代表理事組合長、常務理事が置かれ、その下に総務指導課・財務課・共済福祉課・購買事業課・直販事業課の5課が並ぶ。直販事業課は四季の海鮮 魚々味（ととみ）と鳥羽マルシェの運営も行っている。本所には畜養直販センターを併設し、JF鳥羽磯部の直販拠点としている。

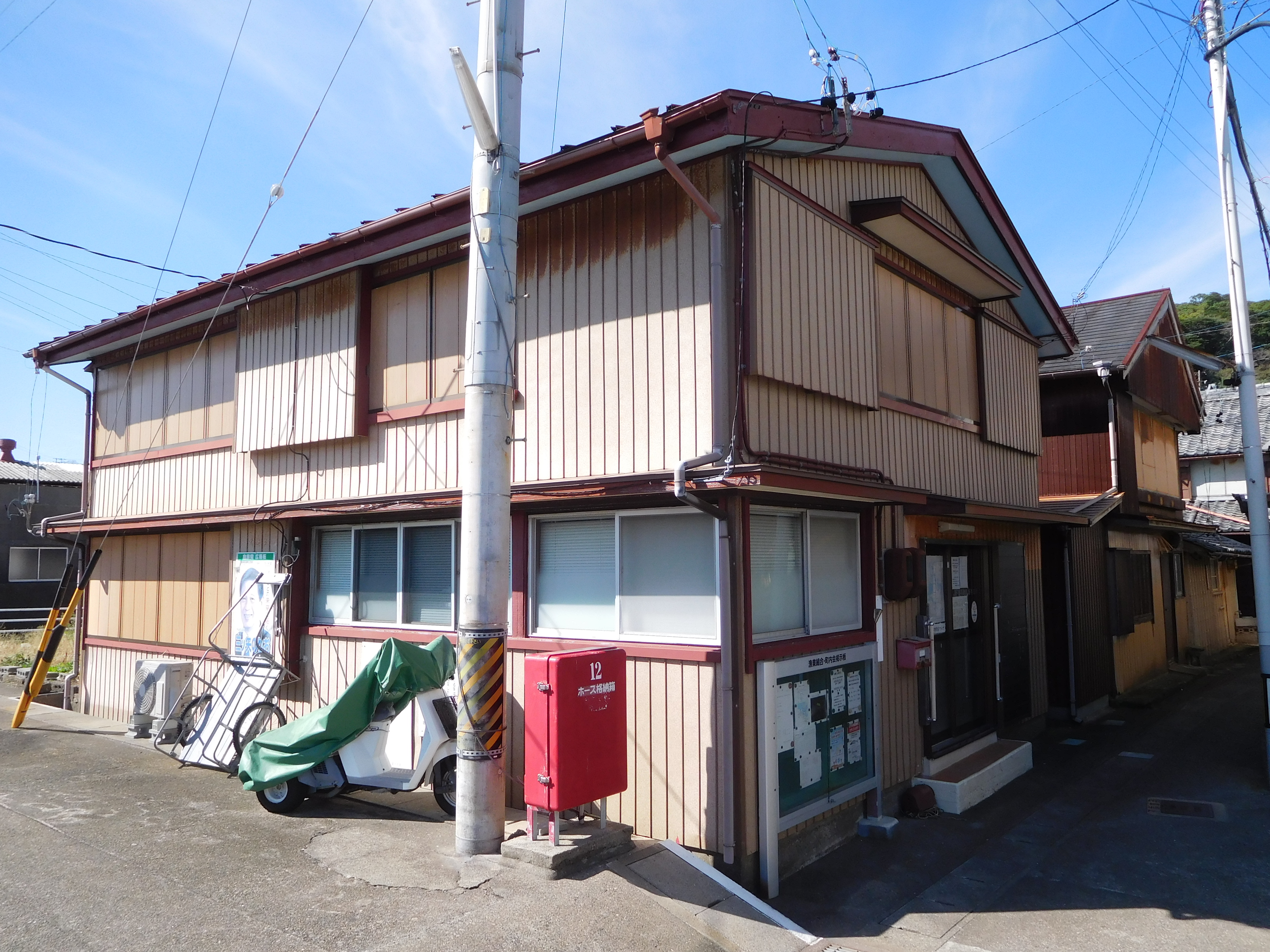
支所の例（坂手支所）

支所は、鳥羽市内に14か所（小浜、鳥羽、坂手、桃取町、菅島、答志、和具浦、神島、安楽島、浦村、石鏡、国崎、相差、畔蛸）、志摩市内に3か所（的矢、渡鹿野、三ヶ所）設置されている。発足当時は、合併前の22漁協をすべて支所に置き換えていたが、組合員数が少なく実績の低い支所の閉鎖・統合を進めている。漁業権はJF鳥羽磯部へ統合後も旧漁協の単位を維持しており、組合員であっても他地区の漁場では操業できない。月ごとに支所単位で収支を明らかにし、組合員や仲買人からの未収金が発生している支所には取引停止という厳しいペナルティを課すことで、事業者意識を持たせている。また祭りなどの地域の文化事業への出資も赤字の場合は削減している。簡易郵便局の運営を手掛ける支所もあり、小浜、磯部飯浜、坂崎、渡鹿野の4つの簡易郵便局の運営を受託している。

### 市場経営
JF鳥羽磯部は魚市場の運営を行うと同時に、漁協自らも仲買人とともに入札に参加する。発足当初は管内に9市場を有していたが、順次統合を進めている。2002年（平成14年）の発足時は4市場に統合することを計画し、小浜漁港に統合市場を建設する計画を持っていた。その後、佐田浜地区で進んでいた「鳥羽マリンタウン21」事業の第2期埋立地に海鮮レストランや直売所を併設した統合市場を建設する構想が生まれた。しかし、商港区から漁港区への指定替えが必要など当初から実現が難しい状態で、2012年（平成24年）には第2期工区そのものの中止が正式決定した。
2005年（平成17年）1月には答志・和具・菅島の3市場を統合した新市場を答志漁港に開設した。この市場は「答志集約地方卸売市場」という名称で、1日4回の入札を行い、午前は主に鮮魚、午後は主に活魚を取引する。衛生管理を徹底した市場で、取引単価は三重県の平均を上回っている。
管内にあるホテルや旅館の料理人が仲買人を介さずに直接水産物を購入できる仕組みも導入している。

## 歴史
1998年（平成10年）の漁業協同組合合併促進法の施行以降、全国漁業協同組合連合会は「1県1漁協」を合言葉に漁協合併を推奨し、三重県でもその前段階として、いくつかのブロックに分かれて合併の議論が行われた。同年11月に鳥羽市内の16漁協は合併推進協議会を設立し、1999年（平成11年）12月に志摩郡磯部町の6漁協も協議会に参加した。そして2002年（平成14年）4月18日に鳥羽市の全16漁協と磯部町の全6漁協の計22漁協が合併の調印を行い、同年10月1日に鳥羽磯部漁業協同組合が発足した。発足当時の組合員数は3,442人で、同じ三重県内の志摩の国漁協、くまの灘漁協（どちらも後に合併し三重外湾漁業協同組合となる）などに次ぎ日本国内で第4位の大規模漁協となった。本所は鳥羽四丁目の三重県漁業協同組合連合会（みえぎょれん）の鳥羽支所に設置し、初代組合長には片山幹夫が鳥羽市議会議員を辞して就任した。
地域の漁業と漁協そのものの存続が危うくなりつつある現状を打破するために、支所単位で収支を計算することによって事業者意識を醸成し、仲買人と契約を結び直してJF鳥羽磯部の管内であればどの支所管内でも入札に参加できるように変更するなど改革を進めてきた。これにより、無借金経営を実現した。また軽油を周辺漁協より4 - 5円/L安く販売することで、組合員への還元を行った。
2004年（平成16年）6月、片山組合長の退任に伴い、永富洋一が2代目組合長に就任した。2006年（平成18年）11月1日、「豊かな森が豊かな海を作る」という考えから、いせしま森林組合と「豊かな森林づくり・海づくり協定」を締結した。2008年（平成20年）1月、密漁監視レーダーを鳥羽市国崎町の鎧崎に設置した。2009年（平成21年）5月17日に直営食堂「四季の海鮮 魚々味」を開業した。
2018年（平成30年）2月20日、志摩市社会福祉協議会が三ヶ所支所の組合員となった。社会福祉協議会が漁業に参入するのは日本初の事例であり、同協議会は「水福連携」を掲げて障碍者によるカキ養殖を実施している。

## 特色

### 水産物のブランド化

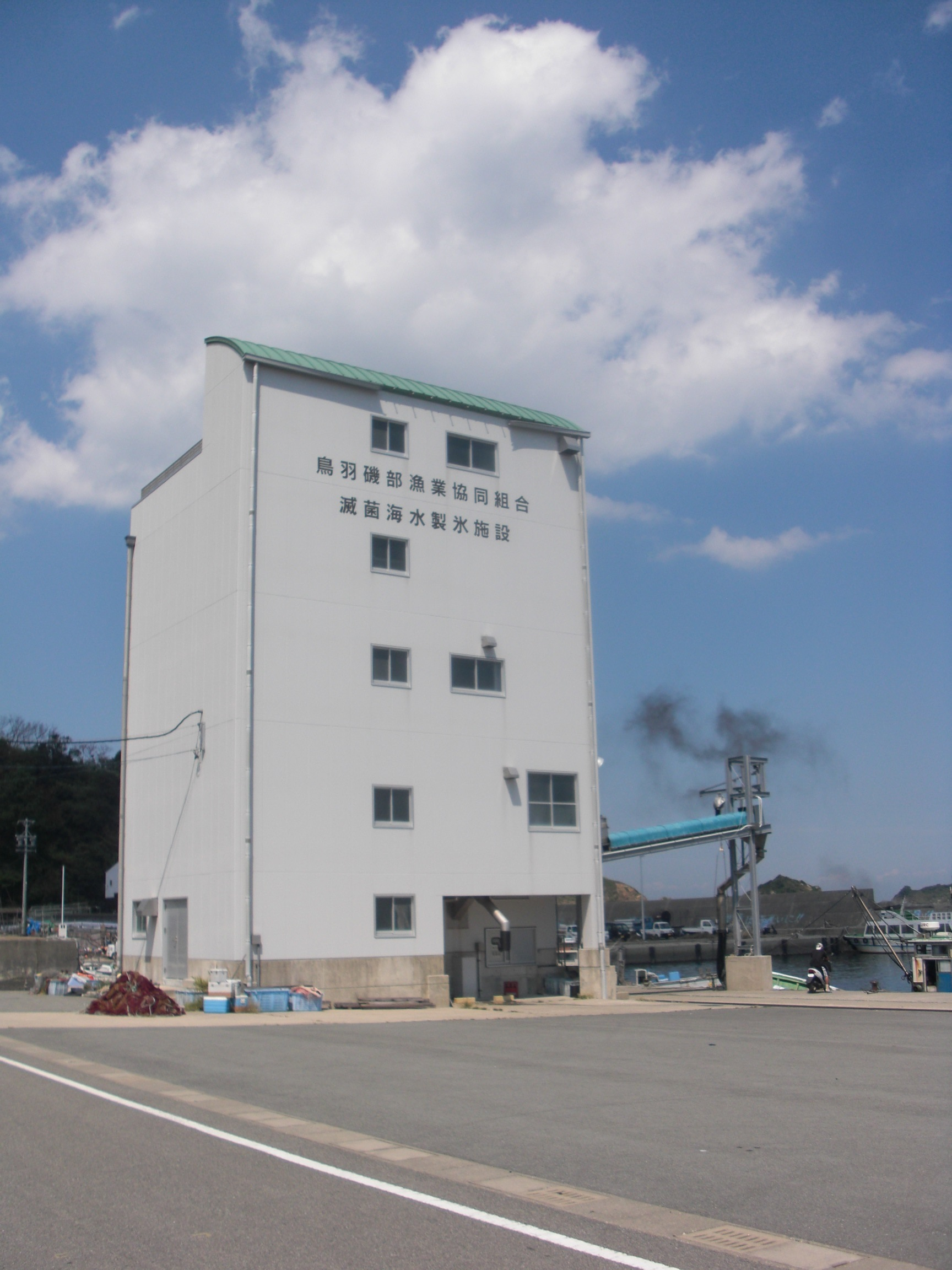
滅菌海水製氷棟

JF鳥羽磯部の管内は水産物の豊かな海域が広がっており、漁業者は「質より量」の漁業に陥りやすい。しかし、それでは地域ブランド化を推進する上で障害となってしまうため、JF鳥羽磯部は漁業者の意識改革と食の安心・安全を担保する施設整備を推進している。
例えば、答志島では「滅菌海水製氷棟」を建設して鮮度維持を図り、漁港では他の漁港で見られるコンクリートに漁獲物を直置きするようなことはせず、パレットを敷いて衛生管理を行っている。また鮮度が落ちやすい魚や獲れすぎた魚は急速冷凍装置で冷凍出荷する。活魚は出荷まで市場内の水槽に入れておき、1尾ずつたも網ですくい上げて活魚運搬船に積み替え、本土へ出荷する。漁業者には魚を網から外した瞬間から商品として丁寧に扱うよう指導し、漁業者は滅菌海水製氷棟から氷を船の魚倉に満載して出漁する。これらの取り組みにより魚価が向上するようになった。離島という立地条件は従来不利と考えられてきたが、生産地と加工地が近接することで鮮度維持とトレーサビリティが同時に成り立ち、ブランド化の点では有利になっている。
2014年（平成26年）5月、JF鳥羽磯部や志摩地方の海女らが結成した「里海を創る海女の会」により、「海女もん」が商標登録され、管内の海女が水揚げした水産物に「海女もん」のブランドが付与されることになった。2019年（令和元年）10月には和具浦支所がマリン・エコラベル・ジャパン協議会から塩蔵わかめの「水産エコラベル」認証を取得した。塩蔵わかめの加工作業には2017年（平成29年）より職業体験を導入し、島外の住民に手伝ってもらっている。

#### 答志島トロさわら
答志島トロさわら（とうしじまトロさわら）は、JF鳥羽磯部管内のうち、答志島と菅島で水揚げされるサワラに付与される地域ブランド。1尾ずつ釣り上げる曳き釣り漁で漁獲すること、魚体の重さが2.1 - 4.7 kgの範囲内であることが個体別の認定条件で、全漁獲個体から無作為抽出した30尾の脂肪含有量が平均10%を3日連続で超えた段階で「ブランド宣言」を行い、それ以降に水揚げされた個体に「答志島トロさわら」のタグを付けて流通させる。タグには漁獲した船名が記される。条件を満たして「答志島トロさわら」を名乗れるサワラは、答志島と菅島で水揚げされるサワラのうちの8%ほどである。
答志島近海で漁獲されるサワラの脂肪含有率が日本屈指であることが三重県水産研究所による分析で明らかとなり、JF鳥羽磯部と鳥羽市観光協会、鳥羽市役所などが連携して「漁業と観光の連携促進協議会」を設立し、2015年（平成27年）からブランド化を推進し、2018年（平成30年）10月4日に第1回の「ブランド宣言」を行った。脂肪含有量が低下する1 - 2月頃に「答志島トロさわら」ブランドをいったん終了するため、「ブランド宣言」は毎年行われる。

### 直販事業

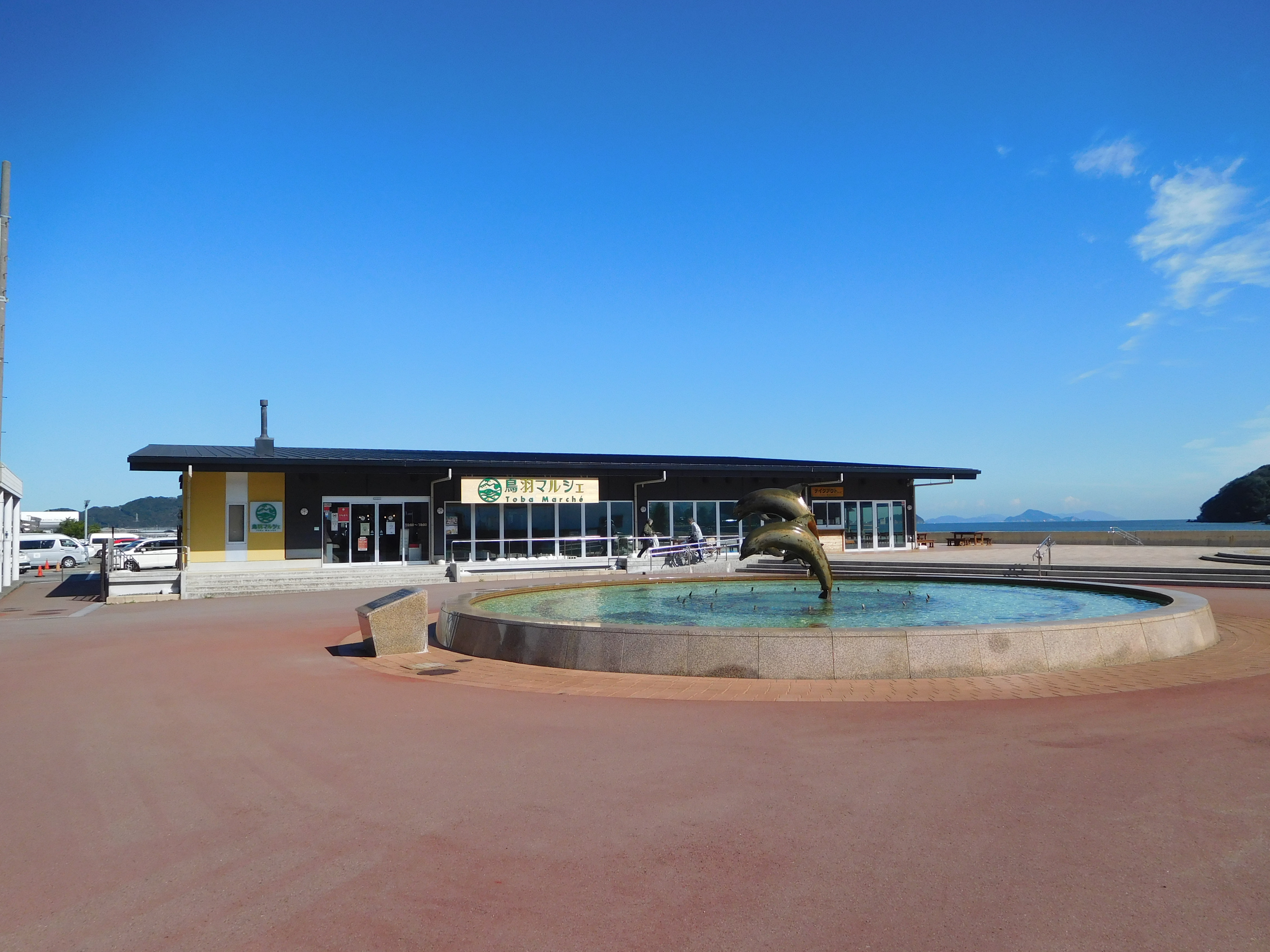
鳥羽マルシェ

JF鳥羽磯部には直販事業課があり、自ら管内市場の入札に参加して水産物を調達し、量販店などに販売している。直販の拠点として2005年（平成17年）1月にイセエビ、アワビ、タイなどの高級魚種を生きたまま扱う畜養直販センターを本所の前に設置している。2004年（平成16年）には豊田通商の運営する「にっぽん地魚紀行」に参加し、インターネットでの通信販売に参入した。直販事業の中でも特徴的な取り組みが食堂「四季の海鮮 魚々味」と農水産物直売所「鳥羽マルシェ」の運営である。魚々味はJF鳥羽磯部の直営であり、鳥羽マルシェはJF鳥羽磯部と伊勢農業協同組合（旧鳥羽志摩農業協同組合）との共同出資による鳥羽マルシェ有限責任事業組合を介して運営している。

#### 魚々味
四季の海鮮 魚々味（しきのかいせん ととみ）は、JF鳥羽磯部が2009年（平成21年）に設置した直営食堂である。漁協の直営食堂としては三重県で初めて開業した。近鉄鳥羽線池の浦駅付近の土産物店「鳥羽潮騒の駅」の中にあるが、鳥羽市の主要観光地からは離れている。営業時間は11時から15時までの4時間と短く、48席という規模ながら、年間約6000万円の売り上げを計上している。
「魚食文化の普及の場」としての位置づけから、各テーブルには漁法の解説資料が置かれている。JF鳥羽磯部管内で水揚げされた魚類を使い、魚類だけで原価率が3割を超えている。JF鳥羽磯部が勧めるメニューは、イセエビ・アワビなどを使った「組合長定食」で、2015年（平成27年）時点で最も人気があったのは伊勢まぐろであった。
2011年（平成23年）10月24日には、市場で売れない未利用魚の活用を目指して、アカエイやヤドカリの試食会を開催した。

### 鳥羽市水産研究所との連携
鳥羽市の坂手島に所在する鳥羽市水産研究所と組合員が連携した事業を展開している。
答志支所青壮年部は研究所と共同で大築海島でアワビの生息環境となるアラメの藻場作りを実施し、第14回全国青年・女性漁業者交流大会（2009年）で農林水産大臣賞を受賞した。また2012年（平成24年）からは、浦村町のカキ養殖家が研究所と連携して日本国産のヒジキ養殖を試行している。

#### 答志島の黒海苔の品質向上
従来、答志島の黒海苔は品質のばらつきが大きく、答志支所の「黒のり養殖研究会」は、鳥羽市水産研究所の協力でノリ養殖の適温である11 - 13℃まで低下する時期が年々遅れていることを突き止め、二期作から一期作に減らして品質向上に成功し、第41回農林水産祭（2002年）で日本農林漁業振興会長賞を受賞した。さらに2014年（平成26年）には5億円をかけて共同加工場を建設し、漁業者はここに海苔の原藻を納め、加工を委託し、養殖網の管理に注力することになった。これにより、原藻の収穫回数が増加し、委託加工によって新たな雇用が生まれ、品質の均一化で単価の上昇も達成できるなど多くの効果がもたらされた。

## 主な水産物

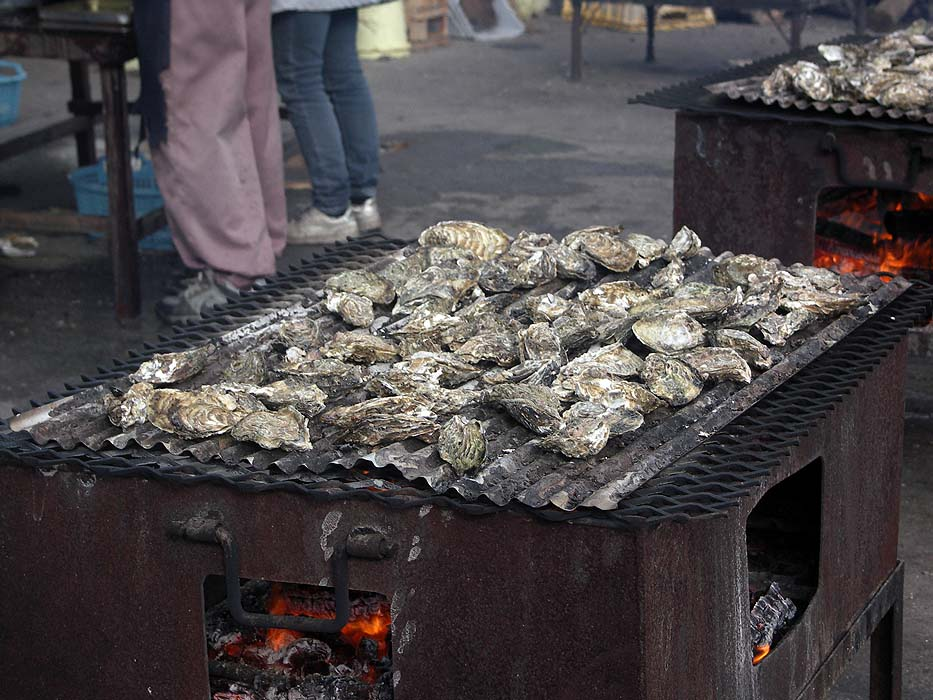
浦村かき

鳥羽市では200種類もの水産物が漁獲できる。
- 魚類 - サワラ（答志島トロさわら） 、マダイ、シラス[51]
- 海藻類 - クロノリ、ワカメ、アオサノリ、ヒジキ[51]
- 貝類 - アワビ、サザエ、カキ（浦村かき、的矢かき）[51]
- その他 - イセエビ、タコ、ナマコ[51]